# Hypanthidioides paranaensis
Hypanthidioides paranaensis là một loài Hymenoptera trong họ Megachilidae. Loài này được Urban mô tả khoa học năm 1995.